# Ureteroscopia
La ureteroscopia es un examen de las vías urinarias superiores, generalmente realizado con un ureteroscopio que se pasa a través de la uretra y la vejiga, y luego directamente al uréter. El procedimiento es útil en el diagnóstico y tratamiento de trastornos como cálculos renales y carcinoma urotelial del tracto urinario superior. Los cálculos más pequeños en la vejiga o en la parte inferior del uréter se pueden extraer de una sola pieza, mientras que los más grandes generalmente se rompen antes de extraerlos durante la ureteroscopia.
El examen se puede realizar con un dispositivo flexible, semirrígido o rígido mientras el paciente está bajo anestesia. En casos específicos, el paciente es libre de irse a casa después del examen.
En la pieloscopia, el endoscopio está diseñado para llegar hasta la pelvis renal (pyelum), lo que permite la visualización de todo el sistema de drenaje del riñón. El endoscopio puede contener un puerto de instrumentos que permite la introducción de fibras láser para fragmentar cálculos y microcanastas para recuperar fragmentos de cálculos. Cálculos renales hasta 2 cm de tamaño puede tratarse mediante pieloscopia.